# Lithobius blanchardi
Lithobius blanchardi är en mångfotingart som beskrevs av Louis Raoul Urbain Théophile Maurice Léger och Octave Joseph Duboscq 1903. Lithobius blanchardi ingår i släktet Lithobius och familjen stenkrypare. Inga underarter finns listade i Catalogue of Life.